# Thủ tướng Nam Phi
Thủ tướng Nam Phi (Tiếng Nam Phi: Eerste Minister van Suid-Afrika) là người đứng đầu chính phủ Nam Phi giữa các năm 1910 và 1984.

## Lịch sử
Chức vụ Thủ tướng ở Nam Phi được thành lập vào năm 1910, khi Liên hiệp Nam Phi được thành lập. Thủ tướng được người đứng đầu nhà nước — Toàn quyền và sau 1961 là tổng thống nhà nước khi Nam Phi trở thành một nước Cộng hòa. Trên thực tế thì người giữa chức vụ này là lãnh tụ của liên minh thuộc phe đa số ở Tòa Hạ viện. Ngoại trừ một vài trường hợp, vị Toàn quyền gần như phải hành động dựa trên quyết định của thủ tướng, vì vậy nên trên thực tế thì thủ tướng là người lãnh đạo nhà nước trên thực tế, với quyền lực tương đương so với người đồng cấp bên phía Anh.
Người giữ chức đầu tiên là Louis Botha, một vị tuớng Boer cũ và là người hùng trong chiến tranh Boer thứ hai.
Chức vụ Thủ tướng bị bãi bỏ vào năm 1984, khi tổng thống nhà nước được trao quyền điều hành theo hiến pháp mới — chính thức sát nhập vai trò của Thủ tướng và Tổng thống Nhà nước. Tổng thống cuối cùng của Nhà nước Nam Phi, P. W. Botha, trở thành tổng thống nhà nước nắm quyền hành pháp đầu tiên của Nam Phi sau hiến pháp 1984 sau khi Marais Viljoen kêt thúc nhiệm kỳ của mình.
Sau thời kỳ Apartheid, Đảng Tự do Inkatha kêu gọi sự quay trở lại của hệ thống nghị viện kiểu phuơng Tây (tức phân chia quyền hành pháp), với Thủ tướng là người đứng đầu chính phủ, với mục tiêu lớn hơn là loại bỏ tình trạng độc đảng hiện nay ở nhà nước Nam Phi.

## Danh sách
Đảng Nam Phi       Đảng Liên hiệp       Đảng Quốc gia
| Tên (Sinh – mất)     | Tên (Sinh – mất)                                                                              | Chân dung            | Nhiệm kỳ làm việc   | Nhiệm kỳ làm việc             | Nhiệm kỳ làm việc    | Bầu cử                       | Đảng                           | Nội các (Thành phần)         |
| Tên (Sinh – mất)     | Tên (Sinh – mất)                                                                              | Chân dung            | Nhận nhiệm sở       | Rời nhiệm sở                  | Thời gian tại nhiệm  | Bầu cử                       | Đảng                           | Nội các (Thành phần)         |
| -------------------- | --------------------------------------------------------------------------------------------- | -------------------- | ------------------- | ----------------------------- | -------------------- | ---------------------------- | ------------------------------ | ---------------------------- |
|                      | Louis Botha (1862 – 1919) Nghị sĩ từ Standerton, Tỉnh Transvaal trước 1915, sau là từ Losberg |                      | 31 tháng 3 năm 1910 | 20 tháng 10 năm 1915          | 9 năm, 88 ngày       | 1910                         | Đảng Nam Phi                   | L. Botha I                   |
| 20 tháng 10 năm 1915 | Louis Botha (1862 – 1919) Nghị sĩ từ Standerton, Tỉnh Transvaal trước 1915, sau là từ Losberg | 27 tháng 8 năm 1919  | 1915                | L. Botha II                   | 9 năm, 88 ngày       |                              | Đảng Nam Phi                   |                              |
|                      | Jan Christiaan Smuts (1870 – 1950) Nghị sĩ từ Wonderboom, Tỉnh Transvaal                      |                      | 1915                | L. Botha II                   | 3 tháng 9 năm 1919   | 20 tháng 3 năm 1920          | 4 năm, 301 ngày                | Đảng Nam Phi                 |
| 20 tháng 3 năm 1920  | Jan Christiaan Smuts (1870 – 1950) Nghị sĩ từ Wonderboom, Tỉnh Transvaal                      | 8 tháng 2 năm 1921   | 1920                | Smuts I                       |                      |                              | 4 năm, 301 ngày                | Đảng Nam Phi                 |
| 8 tháng 2 năm 1921   | Jan Christiaan Smuts (1870 – 1950) Nghị sĩ từ Wonderboom, Tỉnh Transvaal                      | 30 tháng 6 năm 1924  | 1921                | Smuts II                      |                      |                              | 4 năm, 301 ngày                | Đảng Nam Phi                 |
|                      | James Barry Munnik Hertzog (1866 – 1942) Nghị sĩ từ Smithfield, Tỉnh Orange Free State        |                      | 30 tháng 6 năm 1924 | 14 tháng 6 năm 1929           | 15 năm, 67 ngày      | 1924                         | Đảng Quốc gia (Tới năm 1934)   | James Barry Munnik Hertzog I |
| 14 tháng 6 năm 1929  | James Barry Munnik Hertzog (1866 – 1942) Nghị sĩ từ Smithfield, Tỉnh Orange Free State        | 17 tháng 5 năm 1933  | 1929                | James Barry Munnik Hertzog II | 15 năm, 67 ngày      |                              | Đảng Quốc gia (Tới năm 1934)   |                              |
|                      | James Barry Munnik Hertzog (1866 – 1942) Nghị sĩ từ Smithfield, Tỉnh Orange Free State        | 17 tháng 5 năm 1933  | 17 tháng 5 năm 1938 | 1933                          | 15 năm, 67 ngày      | Đảng Liên hiệp (Từ năm 1934) | James Barry Munnik Hertzog III |                              |
| 18 tháng 5 năm 1938  | James Barry Munnik Hertzog (1866 – 1942) Nghị sĩ từ Smithfield, Tỉnh Orange Free State        | 5 tháng 9 năm 1939   | 1938                | James Barry Munnik Hertzog IV | 15 năm, 67 ngày      | Đảng Liên hiệp (Từ năm 1934) |                                |                              |
|                      | Jan Christiaan Smuts (1870 – 1950) Nghị sĩ từ Wonderboom, Tỉnh Transvaal                      |                      | 1938                | James Barry Munnik Hertzog IV | 5 tháng 9 năm 1939   | 17 tháng 7 năm 1943          | 8 năm, 264 ngày                | Đảng Liên hiệp               |
| 17 tháng 7 năm 1943  | Jan Christiaan Smuts (1870 – 1950) Nghị sĩ từ Wonderboom, Tỉnh Transvaal                      | 26 tháng 5 năm 1948  | 1943                | Smuts III                     |                      |                              | 8 năm, 264 ngày                | Đảng Liên hiệp               |
|                      | Daniel François Malan (1874 – 1959) Nghị sĩ từ Piketberg, Tỉnh Mũi Hảo Vọng                   |                      | 4 tháng 6 năm 1948  | 15 tháng 4 năm 1953           | 9 năm, 306 ngày      | 1948                         | Đảng Quốc gia                  | Malan I                      |
| 15 tháng 4 năm 1953  | Daniel François Malan (1874 – 1959) Nghị sĩ từ Piketberg, Tỉnh Mũi Hảo Vọng                   | 30 tháng 11 năm 1954 | 1953                | Malan II                      | 9 năm, 306 ngày      |                              | Đảng Quốc gia                  |                              |
|                      | Johannes Gerhardus Strijdom (1893 – 1958) Nghị sĩ từ Waterberg, Tỉnh Transvaal                |                      | 1953                | Malan II                      | 30 tháng 11 năm 1954 | 16 tháng 4 năm 1958          | 3 năm, 267 ngày                | Đảng Quốc gia                |
| 16 tháng 4 năm 1958  | Johannes Gerhardus Strijdom (1893 – 1958) Nghị sĩ từ Waterberg, Tỉnh Transvaal                | 24 tháng 8 năm 1958  | 1958                | Strydom                       |                      |                              | 3 năm, 267 ngày                | Đảng Quốc gia                |
|                      | Hendrik Frensch Verwoerd (1901 – 1966) Nghị sĩ từ Heidelberg, Tỉnh Transvaal                  |                      | 1958                | Strydom                       | 2 tháng 9 năm 1958   | 8 tháng 10 năm 1961          | 10 năm, 4 ngày                 | Đảng Quốc gia                |
| 8 tháng 10 năm 1961  | Hendrik Frensch Verwoerd (1901 – 1966) Nghị sĩ từ Heidelberg, Tỉnh Transvaal                  | 30 tháng 3 năm 1966  | 1961                | Verwoerd I                    |                      |                              | 10 năm, 4 ngày                 | Đảng Quốc gia                |
| 30 tháng 3 năm 1966  | Hendrik Frensch Verwoerd (1901 – 1966) Nghị sĩ từ Heidelberg, Tỉnh Transvaal                  | 6 tháng 9 năm 1966   | 1966                | Verwoerd II                   |                      |                              | 10 năm, 4 ngày                 | Đảng Quốc gia                |
|                      | Balthazar Johannes Vorster (1915 – 1983) Nghị sĩ từ Nigel, Tỉnh Transvaal                     |                      | 1966                | 13 tháng 9 năm 1966           | 22 tháng 4 năm 1970  | 12 năm, 19 ngày              | Đảng Quốc gia                  | Voster I                     |
| 18 tháng 5 năm 1970  | Balthazar Johannes Vorster (1915 – 1983) Nghị sĩ từ Nigel, Tỉnh Transvaal                     | 29 tháng 4 năm 1974  | 1970                | Voster II                     |                      | 12 năm, 19 ngày              | Đảng Quốc gia                  |                              |
| 29 tháng 4 năm 1974  | Balthazar Johannes Vorster (1915 – 1983) Nghị sĩ từ Nigel, Tỉnh Transvaal                     | 2 tháng 10 năm 1978  | 1974                | Voster III                    |                      | 12 năm, 19 ngày              | Đảng Quốc gia                  |                              |
| 29 tháng 4 năm 1974  | Balthazar Johannes Vorster (1915 – 1983) Nghị sĩ từ Nigel, Tỉnh Transvaal                     | 2 tháng 10 năm 1978  | 1978                | Voster III                    |                      | 12 năm, 19 ngày              | Đảng Quốc gia                  |                              |
|                      | Pieter Willem Botha (1915 – 1983) Nghị sĩ từ Nigel, Tỉnh Transvaal                            |                      | 9 tháng 10 năm 1978 | 14 tháng 9 năm 1984           | 5 năm, 341 ngày      | Đảng Quốc gia                | Pieter Willem Botha            |                              |
| 1981                 | Pieter Willem Botha (1915 – 1983) Nghị sĩ từ Nigel, Tỉnh Transvaal                            |                      | 9 tháng 10 năm 1978 | 14 tháng 9 năm 1984           | 5 năm, 341 ngày      | Đảng Quốc gia                | Pieter Willem Botha            |                              |
| 1984                 | Pieter Willem Botha (1915 – 1983) Nghị sĩ từ Nigel, Tỉnh Transvaal                            |                      | 9 tháng 10 năm 1978 | 14 tháng 9 năm 1984           | 5 năm, 341 ngày      | Đảng Quốc gia                | Pieter Willem Botha            |                              |